# К-36РБ
К-36РБ — модификация катапультных кресел семейства К-36. Была специально разработана в КБ НПП «Звезда» для спасения экипажа орбитального корабля многоразового использования «Буран» в случае экстренной ситуации при старте ракеты-носителя или при приземлении орбитального корабля на Землю. В состав катапультной системы входят также кислородное оборудование, обеспечивающее жизнедеятельность одетого в спасательный скафандр «Стриж» космонавта при катапультировании на больших высотах, и размещенный в кресле аварийный запас со средствами поиска и выживания в случае аварийного приземления или приводнения в различных климатогеографических условиях.
Кресло К-36РБ класса «0-0», то есть есть возможность спасения в широком диапазоне высот и скоростей, начиная от катапультирования из стоящего на старте или на ВПП «Бурана» и до скоростей М=3,5 на высотах до 35 км.

## Краткое описание системы
Катапультные кресла ОК «Буран» К-36РБ, в которых члены экипажа должны находится в скафандрах «Стриж», разработаны с учетом указанных требований и обеспечивают удаление экипажа на расстояние 500 м за 9-10 сек. Катапультная система К-36РБ оснащается энергодатчиком, состоящим из двухтрубного стреляющего механизма и двух ракетных двигателей с импульсами 600 и 3000 кгс. В состав электрической системы управления входит электронное программное устройство, сопряженное с бортовой системой автоматики космического корабля, и средства формирования оптимальной траектории, обеспечивающие безопасное катапультирование членов экипажа при аварии ракетно-космического комплекса на стартовой позиции, на участке выведения на орбиту (до высоты 25 км и скорости М=3), при спуске многоразового корабля с орбиты (начиная с высоты 30 км и скоростей М=3) и при приземлении вплоть до полной остановки корабля (нулевые значения скорости и высоты).

## Испытания кресел К-36РБ
Катапультные кресла К-36РБ были испытаны в условиях реального полета. Во время запусков беспилотных транспортных грузовых кораблей серии «Прогресс» (при старте они получили названия «Прогресс-38…42») на головной обтекатель ракеты-носителя вместо пустой оболочки системы аварийного спасения устанавливались катапультируемые кресла «Бурана».
- 10.09.1988 г. — «Прогресс-38»;
- 25.12.1988 г. — «Прогресс-39»;
- 10.02.1989 г. — «Прогресс-40»;
- 16.03.1989 г. — «Прогресс-41»;
- 05.05.1990 г. — «Прогресс-42»

В пяти пусках «Прогрессов» были проведены испытания с отстрелом катапультируемых кресел на активном участке выведения ракеты-носителя при заданных высотах (до 40 км) и скоростях до 3,5 Маха. В результате экспериментов была подтверждена возможность применения открытого катапультируемого кресла К-36РБ для спасения экипажа «Бурана».